# Mads Conrad-Petersen
Mads Conrad-Petersen, né le 12 janvier 1988 à Brørup, est un joueur danois de badminton.

## Carrière
En double messieurs avec Mads Pieler Kolding, il est sacré champion d'Europe de badminton en 2016 et vice-champion d'Europe en 2014, 2017 et 2018. 